# آکواریوس (فیلم)
آکواریُس یا برج دلو (پرتغالی: Aquarius) فیلمی درام به کارگردانی کلبر مندونسا فیلیو محصول سال ۲۰۱۶ است. این فیلم در بخش اصلی جشنواره فیلم کن ۲۰۱۶ حضور داشت. در این فیلم سونیا براگا، ایراندهیر سانتوس و میو جین کینگز بازی کرده‌اند.